# Paprika (film 1933 Italia)
Paprika è un film del 1933 diretto da Carl Boese.
Girato a Berlino, è la versione italiana di un film tedesco girato dallo stesso regista e interpretato da Franziska Gaal. 

## Trama
Un misantropo incallito cade innamorato di una ragazza decisamente intraprendente che si finge una cameriera.

## Produzione
Girato in Germania in triplice versione italiana, francese e tedesca con identico titolo.